# Музеј умјетности Метрополитен
Музеј умјетности Метрополитен у Њујорку, колоквијално „ди Мет” (енгл. The Metropolitan Museum of Art) је највећи музеј у Сједињеним Америчким Државама. У овом музеју се чува и излаже једна од најзначајнијих свјетских колекција ликовне умјетности (сликарство, вајарство, и примјењена умјетност). Експонати потичу из цијелог света. Најзначајнији су умјетнички предмети из Европе, Медитерана и САД. Два милиона експоната је подијељено у 17 одјељења.
Са око седам милиона посјетилаца 2016. године, на своје три локације, био је трећи најпосјећенији музеј на свијету, и пети најпосјећенији музеј свијета било које врсте. Његова стална поставка садржи око два милиона умјетничких експоната, сврстаних у седамнаест посебних одјељења. Главна зграда, на источној страни Централ парка, заједно са Музејом Мајли на Менхетновој горњој источној страни чини једну од највећих галерија умјетности на свијету. Мања локација, „Клојстерс” у Форт трајон парку, такође у дијелу горњег Менхетна, садржи богату збирку умјетности, архитектуре и предмета средњовјековне Европе. 18. марта 2016. године, музеј је отворио још један изложбени простор, „Мет Бруер” у горњем источном дијелу Медисон авеније, намијењен изложбеним активностима модерне и савремене умјетности.
Стална збирка музеја је сачињена од дјела из класичне антике и староегипатске умјетности; слика и скулптура од скоро свих европских мајстора, као и богате збирке локалне америчке и модерне умјетности. Посједује и значајан број дјела азијске, океанске, византијске и исламске умјетности. Такође су од значаја енциклопедијске збирке музичких инструмената, костима и накита, као и старог оружја и оклопа из практично свих дијелова свијета. Ту су и реконструкције ентеријера почев од староримских па до модерних америчких које се могу видјети у његовим галеријама.
Музеј умјетности Метрополитен је основан 1870. године с циљем образовања и приближавања умјетности америчкој публици. Први дан музеја је био 20. фебруар 1872. године, и изворно се налазио на броју 681 у Петој авенији.

## Колекције
Сталну збирку Мета чува седамнаест одвојених департмана, од којих сваки има специјализовано особље кустоса и научника, као и шест наменских одељења за конзервацију и Одељење за научна истраживања. Стална збирка обухвата уметничка дела из класичне антике и старог Египта, слике и скулптуре скоро свих европских мајстора, као и обимну колекцију америчке и модерне уметности. Мет одржава обимне фондове афричке, азијске, океанске, византијске и исламске уметности. Музеј је такође дом енциклопедијских колекција музичких инструмената, костима и прибора, као и античког оружја и оклопа из целог света. Велики број периодских просторија, од Рима из првог века до модерног америчког дизајна, трајно је инсталиран у галеријама Мета. Поред сталних изложби, Мет организује и угошћује велике путујуће изложбе током целе године.

### Географски означене колекције

#### Древна блискоисточна уметност
Почевши од касног 19. века, Мет је почео да набавља древну уметност и артефакте са Блиског истока. Од неколико клинастих плоча и печата, музејска збирка блискоисточне уметности нарасла је на више од 7.000 комада. Представљајући историју региона која почиње у неолитском периоду и обухвата пад Сасанидског царства и крај касне антике, колекција обухвата дела из сумерске, хетитске, сасанидске, асирске, вавилонске и еламитске културе (између осталих), као и обимну колекцију јединствених предмета из бронзаног доба. Најзанимљивији део колекције укључује скуп монументалних камених ламаса, или фигура чувара, из северозападне палате асирског краља Ашурнасирпала II.

#### Уметност Африке, Океаније и Америке
Иако је Мет први пут набавио групу перуанских антиквитета 1882. године, музеј није започео усклађени напор да прикупи дела из Африке, Океаније и Америке све до 1969. године, када је амерички бизнисмен и филантроп Нелсон А. Рокфелер поклонио својих више од 3.000 комада музеју. Пре него што је Рокфелерова колекција постојала у Мету, Рокфелер је основао Музеј примитивне уметности у Њујорку са намером да прикаже ова дела, након што је Мет раније показао незаинтересованост за његову уметничку колекцију. Године 1968, Мет је пристао на привремену изложбу Рокфелеровог дела. Међутим, Мет је тада затражио да се уметности Африке, Океаније и Америке уврсте у његову личну колекцију и у сталну поставку. Уметност Африке, Океаније и Америке отворена је за јавност 1982. године, под насловом „Крило Мајкла Ц. Рокфелера“. Ово крило је названо по сину Нелсона Рокфелера, Мајклу Рокфелеру, који је умро док је сакупљао дела у Новој Гвинеји.
Данас, Метова колекција садржи више од 11.000 комада из подсахарске Африке, Пацифичких острва и Америке, и смештена је у Рокфелеровом крилу од 40.000 sq ft (4.000 m2) на јужном крају музеја. У крилу су изложена незападна уметничка дела настала од 3000. п. н. е. до садашњости, док у исто време приказује широк спектар културних историја. Сматра се да је ово први пут да је уметност ван Запада постављена уз западну уметност у западном музеју. Пре тога, уметничка дела из Африке, Океаније и Америке су сматрана уметношћу „примитивних“ или етнографских предмета.

## Галерија одабраних дела
- Египатско-хеленистички портрет младића
- Браћа Лимбург - илустрација часловца
- Тицијан: Венера и музичар на лаути
- Јан Вермер: Девојка са бокалом
- Дијего Веласкез: Хуан де Пареха
- Едуар Мане: Жена са паракетом
- Ван Гог: Арлежанка
- Емануел Лојце: Вашингтон прелази реку Делавер